# Jürgen Handke

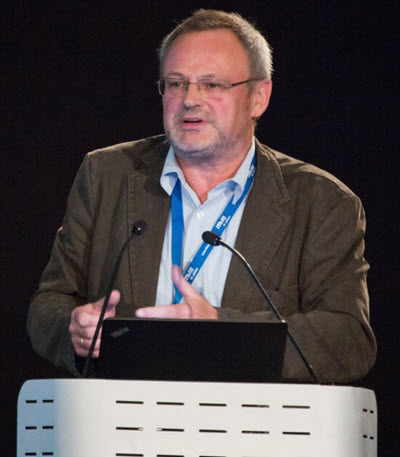
Jürgen Handke bei einem Vortrag an der Universität St. Pölten

Jürgen Handke (* 13. April 1954 in Hannover) ist Anglist und war bis 2020 an der Universität Marburg tätig. Er hat mehrere Bücher im Bereich Sprachwissenschaft, Sprachtechnologie sowie E-Education verfasst und bemühte sich um die Nutzung digitaler Lehr-, Lern- und Prüfungsszenarien in der Hochschullehre.

## Leben
Handke studierte zwischen 1975 und 1980 Englisch, Sport und Philosophie für das Lehramt an der Universität Hannover und von 1981 bis 1983 postgradual Linguistik an der University of Reading.
Von 1981 bis 1984 war Handke wissenschaftlicher Mitarbeiter in Hannover. 1984 wurde er dort mit einer Arbeit über Adverbialsätze im Englischen bei Ekkehard König promoviert. Zwischen 1984 und 1991 war er als Wissenschaftlicher Assistent an der Universität Wuppertal tätig, wo er 1990 seine Habilitationsschrift mit dem Thema „Natural Language Processing and Implementation in LISP“ bei Gisa Rauh verfasste. Von 1991 bis 2020 war Handke Professor an der Universität Marburg mit Arbeitsschwerpunkten im Bereich der Linguistik und des digitalen Lehrens und Prüfens.
Zusammen mit seinem Team aus wissenschaftlichen Mitarbeitern und studentischen Hilfskräften betreibt er den Virtual Linguistics Campus, die weltweit größte Lernplattform für Inhalte der englischen und allgemeinen Sprachwissenschaft. Sein YouTube-Kanal „Virtual Linguistics Campus“ enthält viele hundert frei zugängliche selbst-produzierte Lehrvideos und ist der größte seiner Art. Mit weiteren digitalen Projekten, wie dem Virtuellen Zentrum für Lehrerbildung, einem Online-Portal, in dem sich mehrere Tausend hessische Lehrkräfte permanent von zu Hause fortbilden, oder dem Language Index, einer Plattform für den audio-gestützten Vergleich der Sprachen der Welt, hat er in den vergangenen Jahren die Lehre, die Prüfungsformate und z. T. auch die Forschung seines Faches radikal an die Gegebenheiten des digitalen Zeitalters angepasst.
Seit 2014 ist Handke Mitglied der Themengruppe „Innovationen in Lern- und Prüfungsszenarien“ beim vom Centrum für Hochschulentwicklung, Hochschulrektorenkonferenz und Stifterverband initiierten Hochschulforum Digitalisierung, welches vom Bundesministerium für Bildung und Forschung gefördert wird. Ab Mitte 2017 experimentierte Jürgen Handke mit humanoiden Robotern in der Lehre im Rahmen seines aus Bundesmitteln finanzierten Forschungsprojekts H.E.A.R.T. Ab Oktober 2017 begleitete ihn der Roboter Pepper in seine Vorlesungen. Handke war Mitglied mehrerer Lehrpreis-Jurys und Mitglied der Strukturkommission für die neu zu gründende Universität Nürnberg.

## Auszeichnungen
Handke ist der deutsche Hauptvertreter des Inverted Classroom Models, mit dem er in der Mastery-Variante im Jahr 2013 Preisträger des Hessischen Hochschulpreises für Exzellenz in der Lehre 2013 geworden ist. 2015 erhielt er mit dem Ars legendi-Preis für exzellente Hochschullehre vom Deutschen Stifterverband und der Hochschulrektorenkonferenz den höchsten deutschen Lehrpreis für „Digitales Lehren und Lernen“. 2016 erhielt Handke zusammen mit dem onCampus Team der FH Lübeck den Innovationspreis der deutschen Erwachsenenbildung für den MOOC #DEU4ARAB. 2017 wurde Handke mit dem „National OER Award“ in der Kategorie „Hochschule“ für seinen offenen zweisprachigen Kurs #FIT4UNI ausgezeichnet, einem MOOC, der Arabisch sprechenden Migrantinnen und Migranten den Zugang zum deutschen Hochschulsystem erleichtert.

## Trivia
Neben seiner akademischen Tätigkeit ist Handke seit seiner Jugend als Musiker tätig und spielte in den 1970ern unter anderem mit Matthias Jabs (später Scorpions) oder Hannes Folberth (später Eloy) in der Band Deadlock.
Von 1986 bis 1987 war Handke Präsident des Deutschen Dart-Verbandes.
Jürgen Handke war durch einen Roboter im Hörsaal vertreten.

## Schriften (Auswahl)

### Monografien
- Descriptive and Psycholinguistic Aspects of Adverbial Subordinate Clauses. Julius Groos Verlag, Heidelberg 1984, ISBN 3-87276-526-4 (Dissertation, Universität Hannover, 1984).
- Sprachverarbeitung mit LISP und PROLOG auf dem PC. Vieweg, Wiesbaden 1987, ISBN 3-528-04570-1.
- Natürliche Sprache: Theorie und Implementierung in LISP. McGraw-Hill, Hamburg 1989, ISBN 3-89028-164-8.
- The Structure of the Lexicon: Human versus Machine. Mouton de Gruyter, Berlin 1995, ISBN 3-11-014732-7.
- Multimedia mit ToolBook und Macromedia Director. Oldenbourg, München 1997, ISBN 3-486-23972-4.
- Multimedia-Anwendungen mit Macromedia Director. Einfache Anwendungen – komplexe Präsentationen – CBT – Multimedia im Internet. Oldenbourg, München 1999, ISBN 3-486-25204-6.
- Multimedia im Internet. Konzeption und Implementierung. Oldenbourg, München 2003, ISBN 3-486-27217-9.
- (mit Anna Maria Schäfer) E-Learning, E-Teaching und E-Assessment in der Hochschullehre: Eine Anleitung. Oldenbourg, München 2012, ISBN 978-3-486-70800-4.
- Patient Hochschullehre. Vorschläge für eine zeitgemäße Lehre im 21. Jahrhundert. Tectum, Marburg 2014. ISBN 978-3-8288-3256-5.
- Handbuch Hochschullehre Digital. Leitfaden für eine moderne und mediengerechte Lehre. Tectum, Marburg 2015. ISBN 978-3-8288-4495-7. (3. Auflage 2020).

### Herausgeber
- (mit Peter Franke) The Virtual Linguistics Campus. Strategies and Concepts for Successful E-Learning. Waxmann, Münster 2006, ISBN 978-3-8309-1689-5.
- (mit Alexander Sperl) Das Inverted Classroom Model. Konferenzband zur 1. Deutschen ICM Tagung. Oldenbourg, München 2012, ISBN 978-3-486-71652-8.
- (mit Natalie Kiesler und Leonie Wiemeyer) The Inverted Classroom Model. Konferenzband zur 2. Deutschen ICM-Tagung. Oldenbourg, München 2013, ISBN 978-3-486-74185-8.
- (mit Eva Marie Großkurth) The Inverted Classroom Model. Konferenzband zur 3. Deutschen ICM-Tagung. de Gruyter, Berlin 2014, ISBN 978-3-11-034417-2.
- (mit Eva Marie Großkurth) The Inverted Classroom and Beyond. Konferenzband zur 4. Deutschen ICM-Tagung. Tectum, Marburg 2015.
- (mit Sabrina Zeaiter) The Inverted Classroom and Beyond. Konferenzband zur 6. Deutschen ICM-Tagung. Tectum, Marburg 2017.